# Radoaldo di Benevento
Radoaldo (o Rodoaldo o Radualdo) (... – 651) è stato un duca longobardo, duca di Benevento dal 642 al 651.
Terzogenito maschio del duca del Friuli Gisulfo II e di Romilda, nel 610 fu fatto prigioniero insieme ai fratelli (Caco, Tasone e Grimoaldo) dagli Avari che progettarono di sterminarli dopo averne ucciso il padre. I quattro riuscirono a fuggire e Caco e Tasone divennero coreggenti del trono ducale. Dopo che furono uccisi a Oderzo, per mano bizantina, divenne duca il loro zio Grasulfo II. Non volendo sottostare al parente, Radoaldo e il suo fratello minore Grimoaldo ripararono a Benevento presso il duca Arechi, che li accolse come figli. Alla morte di Arechi il ducato di Benevento passò prima a suo figlio Aione e poi, dopo che quest'ultimo cadde in combattimento per mano dei pirati slavi sbarcati a Siponto, a Radoaldo.